# Antonio Elícegui Prieto
Antonio Elicegui Prieto (Zamora, 24 de septiembre de 1915) fue un militar español, veterano de la Guerra civil española y de la División Azul, Capitán general de la V Región Militar durante la Transición.
En 1935 ingresó en la Academia de Infantería de Toledo. El golpe de Estado del 18 de julio de 1936 le sorprendió de vacaciones en Zamora, e inmediatamente se puso de parte de los sublevados. Con el grado de alférez fue destinado al frente de Madrid; combatió en la Casa de Campo y en la Ciudad Universitaria, donde fue herido el 8 de mayo de 1937. Después participó en la batalla de Brunete y fue ascendido a teniente. Al final de la guerra fue destinado a la 11.ª División y luchó en Extremadura, Toledo y Madrid.
Terminada la Guerra civil española, continuó los estudios en la Academia de Infantería de Toledo hasta que en junio de 1941 se incorporó como voluntario en la División Azul con el grado de capitán. Fue herido en el frente del norte y condecorado con dos Cruces de Hierro, una de primera clase y otra de segunda clase. El 24 de mayo de 1942 volvió a España y en 1945 fue ascendido a comandante. Ingresó en la Escuela de Estado Mayor y de 1948 a 1955 fue destinado al Estado Mayor de la V Región Militar. En 1957 fue ascendido a teniente coronel y destinado como jefe de las Unidades de Instrucción de la Escuela Militar de Montaña en Jaca. De 1960 a 1967 fue jefe de Estado Mayor de la Agrupación de Montaña n.° 4. En 1967 fue ascendido a coronel y nombrado segundo jefe de la Escuela Militar de Montaña hasta abril de 1968, cuando fue nombrado jefe del Centro de Instrucción de Reclutas número 10 en San Gregorio (Zaragoza). En 1969 fue nombrado jefe de Estado Mayor de la División de Montaña Urgel n.° 4 y de 1970 a 1971 fue jefe de Estado Mayor de las regiones militares VII y V.
1975 ascendió a general de división y fue nombrado gobernador militar de Las Palmas de Gran Canaria. El 15 de diciembre de 1978 ascendió a teniente general y fue nombrado capitán general de la V Región Militar. Ocupó el cargo hasta que pasó a la reserva el 15 de septiembre de 1981.
En mayo de 1979, a propuesta de Manuel Gutiérrez Mellado, fue nombrado jefe de Estado Mayor del Ejército de Tierra su hombre de confianza José Gabeiras Montero, descartando los tres candidatos por escalafón, Jaime Milans del Bosch, Antonio Elicegui y Jesús González del Hierro. Este hecho lo enemistó con Gutiérrez Mellado e hizo que fuera beligerante con Adolfo Suárez. Según Pilar Urbano, fue uno de los militares, junto con Milans del Bosch, Pedro Merry Gordon y Ángel Campano López, que protagonizaron el 23 de enero de 1981 el conocido como «incidente de la pistola» que forzó la dimisión de Suárez.